# Illa d'Inhaca
L'illa d'Inhaca és una illa subtropical de Moçambic, situada al nord de la península de Machangulo. Forma part de la costa est de la badia de Maputo. Es troba a 32 quilòmetres a l'est de Maputo, la capital i principal port comercial del país. L'illa forma part del districte municipal de KaNyaka.

## Història
La possessió de l'illa va ser disputada per holandesos, portuguesos i anglesos al llarg del segle xviii, en el marc de la competència entre potències europees per expandir les seves colònies d'ultramar. L'illa va formar part de la colònia portuguesa de Moçambic fins a l'any 1975.
La regió va ser escenari d'accions bèl·liques durant la Segona Guerra Mundial. El 4 de novembre de 1942, el submarí alemany U-178 va enfonsar el buc de càrrega noruec Hai Hing, quan aquest es dirigia al port de Maputo. Durant la guerra civil de Moçambic més de 10.000 refugiats van arribar a l'illa, fugint dels combats al continent.

## Geografia

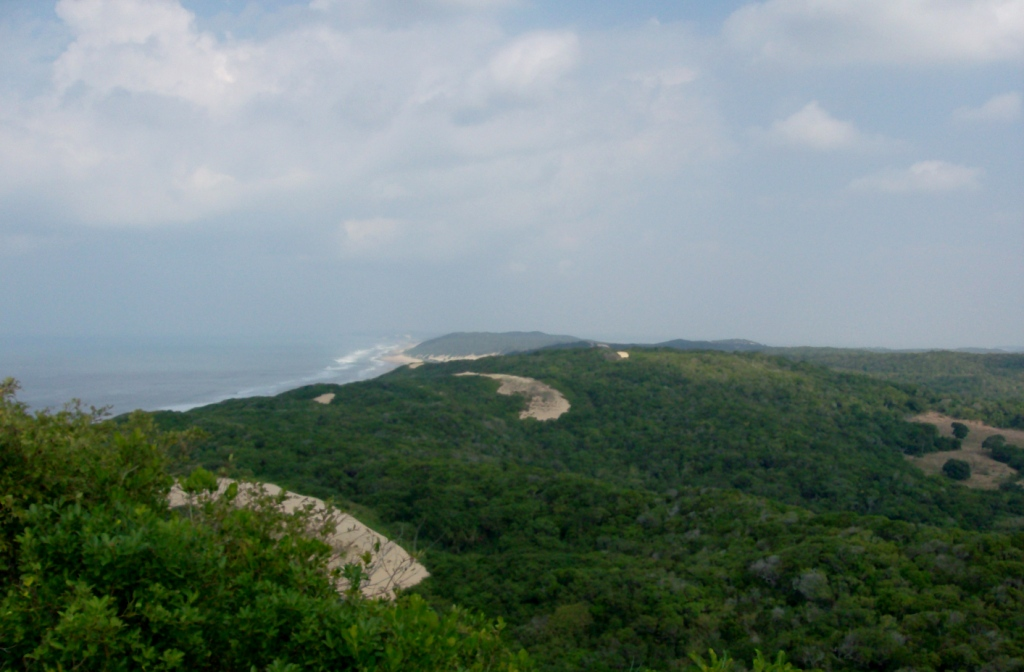
Vista des del monte Inhaca.

L'illa, de 42 quilòmetres quadrats, és una continuació geològica de la península de Machangulo, i es troba separada d'aquesta pel Canal de Santa María, de 500 metres d'ample.
És una illa sedimentària, formada per una conjunció d'esculls de coral, sorres i material sedimentari. La costa oriental, sobre el oceà Índic, està formada per una platja que s'estén des del punt més austral de l'illa, a punta Torres, situat enfront de la península de Machangulo, fins a l'extrem septentrional, al cap Inhaca. La platja està integrada a un sistema de dunes que es veuen modificades pels persistents vents alisis, les marees i els ciclons.
La costa occidental, protegida dels corrents oceànics, està formada per platges de sorra fina, amb esculls de coral i bancs de sorra. Al nor-oest, aquests bancs de sorra s'estenen fins a la petita illa dos Portugueses. La zona de marees, s'estén cap a l'interior de la badia. Són freqüents les formacions de mars intermareals.
El monte Inhaca és el punt més alt de l'illa, amb 107 metres.

## Economia
Les principals activitats econòmica de l'illa giren entorn de la pesca (que empra al 70% de la població activa) i al turisme, principalment a l'estiu. Són rellevants, també, a les economies familiars, les aportacions de membres del grup familiar que realitzen treballs temporals en altres parts de Moçambic o a Sud-àfrica.
En 2007 tenia 5.216 habitants, dividida en tres barris:
- Ribjene, a l'oest, on es troba l'aeroport i es concentra la major quantitat de població.
- Inquane, a l'est, és el sector més extens.
- Nhaquene, al sud-oest, on es troba l'Estació de Biologia Marina.

### Transport
L'illa està connectada amb la capital de Moçambic, a través d'un servei de ferri que realitza el trajecte en 3 hores. També existeix una connexió aèria des de l'aeroport d'Inhaca fins a l'Aeroport Internacional de Maputo. El vol dura 15 minuts.

## Infraestructura

### Estació científica
Entre 1948 i 1951, el govern portuguès va construir una Estació de Biologia Marina, per realitzar recerques científiques en el peculiar ecosistema de la zona. Quan Moçambic va obtenir la seva independència, l'estació científica va passar a dependre de la Universitat Eduardo Mondlane. El museu Marítim és promocionat com un lloc d'interès turístic.

### Far
El far d'Inhaca va ser construït en el cim de la muntanya homònima, per guiar als navegants durant la travessia per la badia, ruta obligada per accedir al port de Maputo.